# Grote Prijs Stad Zottegem 2007
Il Grote Prijs Stad Zottegem 2007, settantaduesima edizione della corsa e valida come evento dell'UCI Europe Tour 2007 categoria 1.1, si svolse il 21 agosto 2007 su un percorso di 182,1 km. Fu vinta dal danese Jonas Aaen Jørgensen che terminò la gara in 4h07'17", alla media di 44,18 km/h.
Al traguardo 131 ciclisti portarono a termine il percorso.

## Ordine d'arrivo (Top 10)
| Pos. | Corridore            | Squadra         | Tempo    |
| ---- | -------------------- | --------------- | -------- |
| 1    | Jonas Aaen Jørgensen | GLS             | 4h07'17" |
| 2    | Matthias Friedemann  | 3C-Lamonta      | s.t.     |
| 3    | Nick Ingels          | Predictor       | s.t.     |
| 4    | Roy Curvers          | Time-Van Hem.   | s.t.     |
| 5    | Aidis Kruopis        | Klaipeda        | s.t.     |
| 6    | Frédéric Amorison    | Landbouwkrediet | s.t.     |
| 7    | Jens Erik Madsen     | Designa Køk.    | s.t.     |
| 8    | Jacob Moe Rasmussen  | GLS             | s.t.     |
| 9    | James Vanlandschoot  | Landbouwkrediet | s.t.     |
| 10   | Bert De Waele        | Landbouwkrediet | s.t.     |